# Podsavezna nogometna liga Celje 1960./61.
Podsavezna nogometna liga Celje je bila liga četvrtog stupnja nogometnog prvenstva Jugoslavije u sezoni 1960./61. 
 Sudjelovalo je ukupno 9 klubova, a prvak je bio "ŽŠD Celje". 

## Ljestvica
| mj. | klub                    | ut.                     | pob.                    | ner.                    | por.                    | gol+                    | gol-                    | bod                     |
| --- | ----------------------- | ----------------------- | ----------------------- | ----------------------- | ----------------------- | ----------------------- | ----------------------- | ----------------------- |
| 1.  | ŽŠD Celje               | 10                      | 9                       | 1                       | 0                       | 56                      | 8                       | 19                      |
| 2.  | Rudar Velenje           | 10                      | 7                       | 1                       | 2                       | 38                      | 14                      | 15                      |
| 3.  | Kovinar Štore           | 10                      | 3                       | 2                       | 5                       | 21                      | 31                      | 8                       |
| 4.  | Partizan Šoštanj        | 10                      | 4                       | 0                       | 6                       | 17                      | 29                      | 8                       |
| 5.  | Steklar Rogaška Slatina | 10                      | 3                       | 0                       | 7                       | 23                      | 43                      | 6                       |
| 6.  | Partizan Šmartno        | 10                      | 2                       | 0                       | 8                       | 21                      | 51                      | 4                       |
|     | Kladivar B Celje        | igrali van konkurencije | igrali van konkurencije | igrali van konkurencije | igrali van konkurencije | igrali van konkurencije | igrali van konkurencije | igrali van konkurencije |
|     | Celje                   | igrali van konkurencije | igrali van konkurencije | igrali van konkurencije | igrali van konkurencije | igrali van konkurencije | igrali van konkurencije | igrali van konkurencije |
|     | Olimp B Celje           | igrali van konkurencije | igrali van konkurencije | igrali van konkurencije | igrali van konkurencije | igrali van konkurencije | igrali van konkurencije | igrali van konkurencije |

## Rezultatska križaljka
| kratica | klub                    | KOV | PARŠM | PARŠO | RUD | STE | ŽŠD | CELJ | KLA | OLI |
| --- | ----------------------- | --- | ----- | ----- | --- | --- | --- | ---- | --- | --- |
| KOV | Kovinar Štore           |     |       |       |     |     |     |      |     |     |
| PARŠM | Partizan Šmartno        |     |       |       |     |     |     |      |     |     |
| PARŠO | Partizan Šoštanj        |     |       |       |     |     |     |      |     |     |
| RUD | Rudar Velenje           |     |       |       |     |     |     |      |     |     |
| STE | Steklar Rogaška Slatina |     |       |       |     |     |     |      |     |     |
| ŽŠD | ŽŠD Celje               |     |       |       |     |     |     |      |     |     |
| CELJ | Celje                   |     |       |       |     |     |     |      |     |     |
| KLA | Kladivar B Celje        |     |       |       |     |     |     |      |     |     |
| OLI | Olimp B Celje           |     |       |       |     |     |     |      |     |     |
| |                         |     |       |       |     |     |     |      |     |     |
| podebljan rezultat - utakmice od 1. do 9. kola (1. utakmica između klubova) rezultat normalne debljine - utakmice od 10. do 18. kola (2. utakmica između klubova) rezultat nakošen - nije vidljiv redoslijed odigravanja međusobnih utakmica iz dostupnih izvora rezultat nakošen i smanjen * - iz dostupnih izvora nije uočljiv domaćin susreta prekrižen rezultat - poništena ili brisana utakmica p - utakmica prekinuta 3:0 p.f. / 0:3 p.f. - rezultat 3:0 bez borbe n.i. - nije igrano |                         |     |       |       |     |     |     |      |     |     |

 Izvori: 